# Václav Havelka (politik)
Václav Havelka (15. září 1893 Jičín – 3. listopadu 1967) byl český funkcionář, člen Komunistické strany Československa a agilní zastánce a propagátor komunismu. Za první republiky a za protektorátu byl vězněn. Od 1. června 1936 byl prvním místopředsedou Průmyslového svazu kovodělníků – součásti Rudých odborů. Po roce 1945 byl ústředním tajemníkem Svazu zaměstnanců v kovoprůmyslu na ÚRO. V roce 1948 se stal prvním náměstkem ministra hutního průmyslu a rudných dolů.
Jeho jméno nesla ulice v Praze na Žižkově, která byla 17. prosince 2008 přejmenována na Siwiecovu (podle Ryszarda Siwiece).